# تمساح أمريكي
التمساح الأمريكي هو نوع من التماسيح يعيش في سواحل فلوريدا وبعض مناطق أمريكا الجنوبية يعيش في البرك والأنهار والبحيرات. لدى التماسيح أنف على شكل مثلث يضيق تدريجياً، والسن الرابع من الفك السفلي يُرَى عندما يغلق الفم، وهذا ما يُميِّزها عن بقية التماسيح، ويمتلك التمساح الأمريكي بالمُجمَل 66 سناً في فمه. طول التمساح الذكر البالغ نحو 4 أمتار ونصف المتر ووزنه نحو 220 كلغ، ويصل طول الأنثى البالغة إلى قرابة 2.7 متر ووزنها 185 كلغ. للتمساح الأمريكي ذيل قوي وجلد خشن صعب الاختراق، وقد يُعمِّر نحو 45 إلى 65 عاماً.

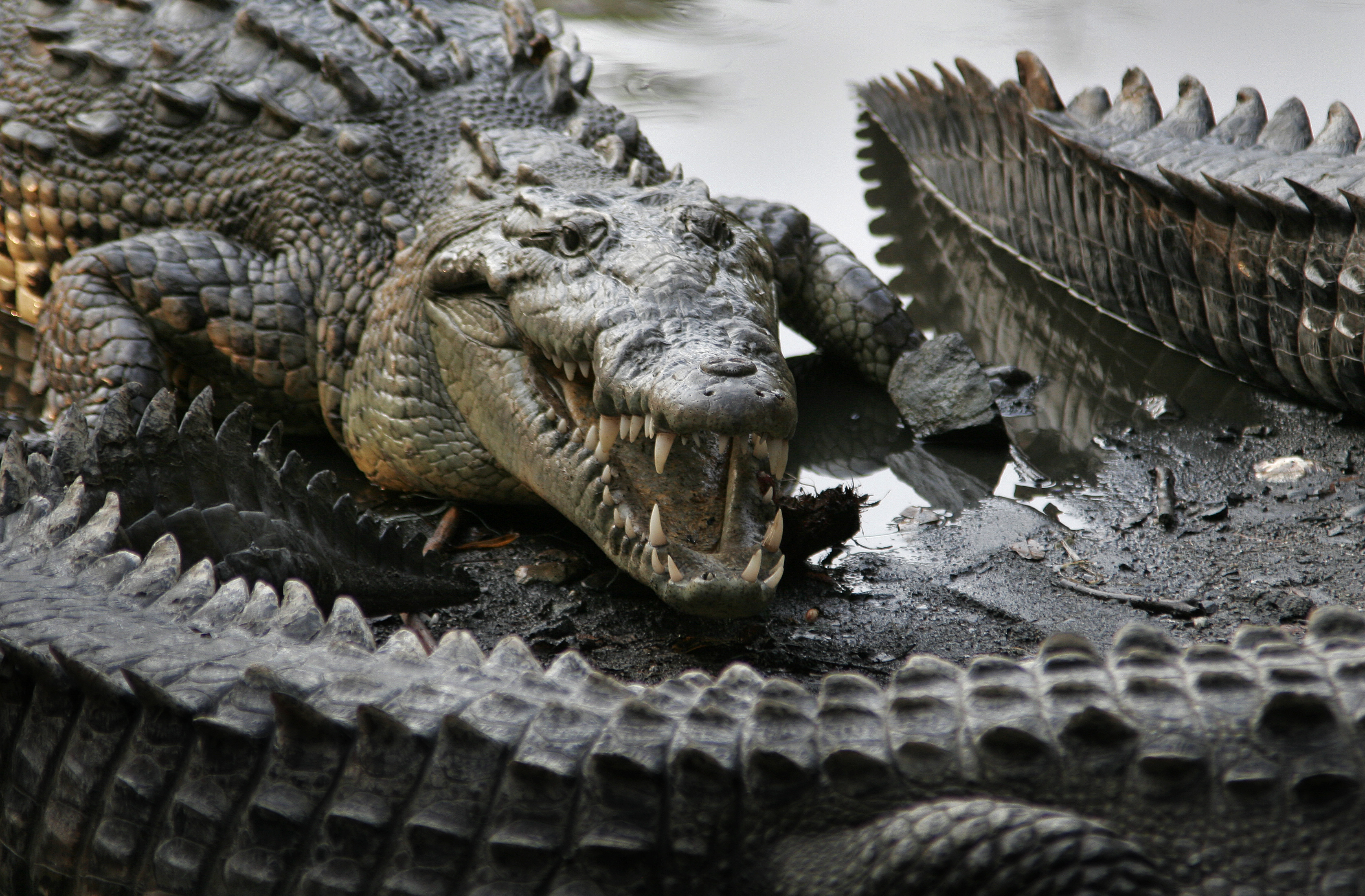
تمساح أمريكيٌّ عن قرب.

## الوصف
التماسيح الأمريكيّة تتميز بأن لها لون داكن يميل إلى اللون البنيّ الزيتونيّ، وهناك تماسيح من هذا النوع تحوي على بقع لونية وبعض الخطوط والشرائط.
وتتميز الأعين بحدقة ذات لون رماديّ فضيّ. أما التماسيح صغيرة السن فتتميز بلون أصفر مع علامة داكنة على الجسد والذيل.
والصفائح الواقية على ظهره ليست متماثلة، وجميعها ذات أنف متشابهة تماما، مع وجود بروز واضح بينهما في مقدمة العينين.

## أماكن المعيشة والتوزيع الجغرافيّ
يعد التمساح الأكثر وجوداً في الشمال، حيث يوجد في البحيرات الساحلية الضحلة، والأنهار والقنوات، والبحيرات الداخلية العميقة، وفي أقصى الجنوب من ولاية فلوريدا بالولايات المتحدة.
وهناك بعضها الذي يعيش في كوبا، وفي جامايكا والهسبانيولا من جنوب المكسيك حتي فنزويلا علي الساحل الاطلنطي، وكذلك على شاطئ المحيط الهادي من جنوب المكسيك وحتى الإكوادور وبيرو، مع ملاحظة أن الأنواع النهريّة قادرة على الهجرة من خلال الماء.

## التغذية
تتغذي على السمك والثدييات، والطيور والسلاحف. وبالرغم من وجود قوانين للمحافظة على هذه التماسيح وتحريم صيدها إلّا أنّ عددها يتناقص بعض الشيء.

## السلوك
تعتبر التماسيح الأمريكية من الحيوانات الاجتماعية حيث أنها تتكون من مجموعات كبيرة وصغيرة، وتنشط هذه التماسيح في فصل الربيع، وتبدأ بالوقوف تحت أشعة الشمس في الصباح و في فترة المغيب في المساء، ولكن في فصل الشتاء تحب أن تبقى تحت أشعة الشمس بسبب محدودية أشعة الشمس. وتعيش هذه التماسيح في حفر كبيرة الحجم يصل طولها ما يقارب 20 متراً، وتقوم بصنعها لتكون بمثابة أماكن للحماية من البرد الشديد، والحر الشديد.

## الفوائد والأضرار
يقوم الإنسان باصطياد هذه التماسيح للاستفادة من لحومها وجلودها وأسنانها حيث يتم بصنع الأحذية والحقائب والسترات من جلدها،  وتصنع المجوهرات والأزرار من أسنانها، وتستخدم الزيوت التي تخرج من أجسادهم في صناعة الأدوية مثل: مضادات الالتهاب، والأحماض الدهنية التي تنتجها في علاج أمراض الجلد.
ومن أضرارها أنها قد تسبب الأضرار الجسدية التي تصل  إلى حد الموت للإنسان عند مهاجمتها له، وتكون التماسيح الأكبر حجماً هي الأكثر خطراً، وقد تحدث هذه الهجمات عندما يسبح الإنسان معهم في البحر أو المستنقعات. 

## ساليب التكيف
يمكن تمييز التماسيح الصغيرة بوجود الخطوط الزاهية الصفراء على ذيولها، والتي تصبح داكنة اللون عندما تكبر، وأيضاً يوجد لها ما يقارب من 74-80 سناً دفعة، واحدة تساعدها على الافتراس، وتناول الطعام، ويمكن أيضاً إلى انثى التمساح  وضع ما يصل إلى 90 بيضة مرة واحدة، وهذا ما يساعد على حمايتها من الانقراض. 

## التكاثر
يلتقي كل من ذكر وأنثى التمساح  الأمريكي في فترة التزاوج  التي تكون في فصل الربيع، حيث يبدأ كل منهما في البحث عن شريك مناسباً من حيث الحجم والعمر للاستعداد إلى الزواج، ويحدث ذلك من خلال تتبع الافرازات الشرجية ويبدأ التزاوج عندما يتصارع ذكور التماسيح مع بعضها عندما تشعر باختراق لمساحتها الخاصة، حيث تنتصر التماسيح التي ترفع فمها إلى الأعلى وتصدر صوت أعلى. 